# Cryptocanthon howdeni
Cryptocanthon howdeni är en skalbaggsart som beskrevs av Cook 2002. Cryptocanthon howdeni ingår i släktet Cryptocanthon och familjen bladhorningar. Inga underarter finns listade i Catalogue of Life.